# عمهم (فلم)
عمهم هو فيلم كوميدي مصري عرض عام 2022، من إخراج حسين المنباوي وإنتاج أحمد السبكي، وبطولة محمد إمام، وباسم سمرة، ومحمد سلام، وهدى المفتي، وسيد رجب ومحمد لطفي، وأيتن عامر. احتل الفيلم المرتبة الأولى لمدة أسبوعين في المملكة العربية السعودية، وباع 662.347 تذكرة، وحقق إيرادات تجاوزت 41,064,291 مليون ريال سعودي (11 مليون دولار). كما حقق الفيلم إيرادات بلغت 56,834,522 جنيه مصري في جمهورية مصر ليحتل المرتبة #12 في قائمة أعلى الأفلام دخلا في السينما المصرية. وحقق أكثر من 1,678,948 مليون دولار في الإمارات العربية المتحدة.
طرح الفيلم في مصر في 7 يوليو 2022 وفي السعودية، البحرين، الإمارات، الأردن والكويت والسودان بالإضافة لعدد من الدول الأفريقية مثل الغابون، غينيا والكاميرون في 21 يوليو 2022 وفي فرنسا وبريطانيا وأمريكا في 23 يوليو 2022. وهو من أفلام عيد الأضحى 1443 هـ.

## ملخص القصة
في إطار من الحركة والكوميديا، يتناول العمل قصة سلطان وهو ملاكم ومدرب يعمل مع صديقه سعيد بمركز رياضي، فتقودهما الصدفة إلى مطبعة لتزوير الأموال ويتورطا في العديد من المتاعب.

## طاقم التمثيل
- محمد إمام: (سلطان)
- محمد سلام: (سعيد ستين)
- هدى المفتي: (غالية)
- أيتن عامر: (سحر فيشة)
- سيد رجب: (الحاج)
- باسم سمرة: (ملك الليل)
- محمد لطفي: (كابتن كوبا)
- رياض الخولي: (البارون)
- محمد ثروت: (عماد هارد)
- أحمد خالد صالح: (مروان)
- الشحات مبروك: (الجارم)
- عبد الحكيم الصيني: (وان واي تشو)
- محمد أنور: (شامي)
- منذر رياحنة: (الريس تريشة)
- حمدي هيكل: (كبش)
- فتحي سعد: (مليجي)
- حجاج عبد العظيم: (مدبولي)
- أشرف عبد الباقي: (ضيف شرف)
- حمد فتحي
- محمد أبو النجا

## روابط خارجية
- مقالات تستعمل روابط فنية بلا صلة مع ويكي بيانات